# Carnival Liberty
 (juillet 2010).
Le Carnival Liberty est un navire de croisière appartenant à la compagnie de croisière Carnival Cruise Lines.
Officiellement mis en service en 2005, il est le 4e bateau de la classe Conquest, de la société Carnival Cruise Lines.
L'Organisation maritime internationale a enregistré ce bateau sous le numéro 9278181.

## Description
Le Carnival Liberty est un navire de 290 mètres de long, de 35 mètres de large et d'une jauge brute de 110 000 pour une capacité de 2 974 passagers. Ce navire peut naviguer à une vitesse de 22,7 nœuds, il est équipé de 6 moteurs dont 4 moteurs diesel Sulzer 16 ZAV et 2 moteurs diesel Sulzer 12 ZAV.
Le Carnival Liberty dispose de garde d'enfants, service blanchisserie, location de smoking, internet café, jacuzzis, infirmerie et service postal.
À l'intérieur des suites, différents services sont fournis tels que : service de chambre, mini-bar, télévision, réfrigérateur et coffre-fort.
Les activités à bord sont nombreuses : comédie, spectacles, casino, discothèque, piano-bar, salle de jeux, librairie, bibliothèque, sports et conditionnement physique, spa, salon de fitness, ping-pong, jeu de palet, aérobic, jogging, piscine, basket-ball, volley-ball et golf.

## Itinéraire

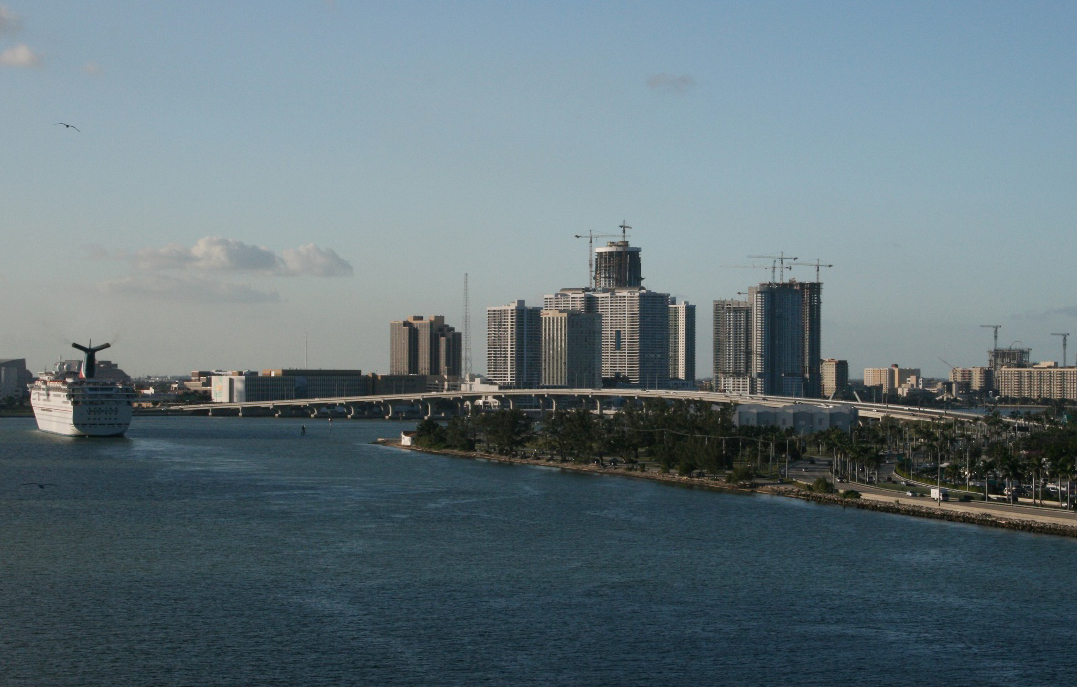
Le port de Miami

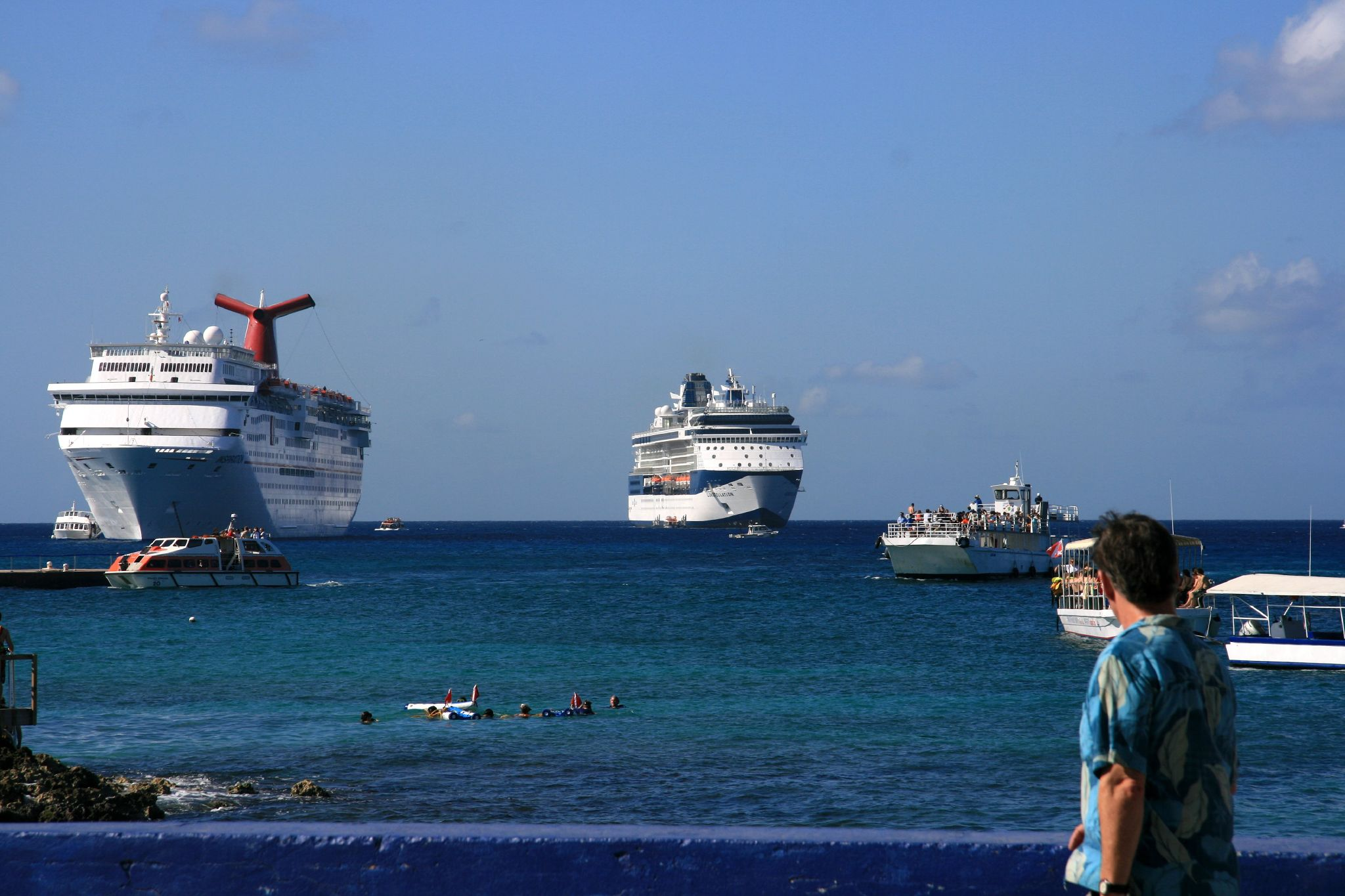
Le port de Grand Cayman

Le Carnival Liberty est basé à Miami en Floride.
Il dispose de quatre itinéraires différents :
|       | Jour 1 | Jour 2 | Jour 3  | Jour 4 | Jour 5       | Jour 6    | Jour 7 |
| ----- | ------ | ------ | ------- | ------ | ------------ | --------- | ------ |
| Lieux | Miami  | En mer | Cozumel | En mer | Grand Cayman | Ocho Rios | En mer |

|       | Jour 1 | Jour 2 | Jour 3   | Jour 4       | Jour 5       | Jour 6 | Jour 7 |
| ----- | ------ | ------ | -------- | ------------ | ------------ | ------ | ------ |
| Lieux | Miami  | En mer | San Juan | Saint-Thomas | Saint-Martin | En mer | En mer |

|       | Jour 1 | Jour 2        | Jour 3 | Jour 4       | Jour 5   | Jour 6     | Jour 7 |
| ----- | ------ | ------------- | ------ | ------------ | -------- | ---------- | ------ |
| Lieux | Miami  | Half Moon Cay | En mer | Saint-Thomas | San Juan | Grand Turk | En mer |

|       | Jour 1 | Jour 2 | Jour 3    | Jour 4       | Jour 5 | Jour 6  | Jour 7 |
| ----- | ------ | ------ | --------- | ------------ | ------ | ------- | ------ |
| Lieux | Miami  | En mer | Ocho Rios | Grand Cayman | En mer | Cozumel | En mer |

Cette dernière croisière n'est disponible qu'à partir du 2 mai 2009.

## Ponts
Le Carnival Liberty possède 13 ponts :
- Pont 1 - Riviera
- Pont 2 - Main
- Pont 3 - Lobby
- Pont 4 - Atlantic
- Pont 5 - Promenade
- Pont 6 - Upper
- Pont 7 - Empress
- Pont 8 - Veranda
- Pont 9 - Lido
- Pont 10 - Panorama
- Pont 11 - Spa
- Pont 12 - Sun
- Pont 13 - Sky

### Pont 1 - Riviera
Le pont 1 est principalement constitué de cabines.
- 142 cabines avec balcon extérieur (100 d'entre elles sont situées au milieu du navire, 22 à l'avant et 20 à l'arrière du Carnival Liberty). Sur les 142 cabines avec balcon, 68 disposent de double lits et canapé convertible unique et 25 de lit double ou king et canapé convertible.
- Le Carnival Liberty dispose de 4 cabines avec hublot sur le pont Riviera, elles sont situées à l'avant du navire,
- 58 cabines du pont Riviera sont situées au centre du navire et ne disposent pas de vue sur la mer
- 60 cabines sont à l'intérieur dont 32 à l'avant et 18 à l'arrière du navire

68 cabines peuvent être assemblées afin d'agrandir les chambres et accueillir plus de passagers d'une même famille.
Le pont Riviera est accessible par 4 escaliers ou par 14 ascenseurs dont 4 à l'arrière, 4 au milieu et 6 à l'avant du navire.

### Pont 2 - Main
Le pont 2 est également constitué de cabines.
Ce pont du Carnival Liberty est accessible par 5 escaliers et 14 ascenseurs dont 4 au milieu, 4 à l'arrière et 6 à l'avant du navire.
Il possède 34 cabines à l'arrière du bateau et avec vue sur mer, 98 cabines avec vue sur mer sont situées au milieu du navire et 40 avec vue sur mer sont à l'avant du navire.
Le pont Main dispose également de cabines intérieures, dont 34 à l'avant, 53 au milieu et 20 à l'arrière.
Ce pont dispose donc de 279 cabines.

### Pont 3 - Lobby
Le pont 3 du Carnival Liberty est constitué de :
- Théâtre Venecian Palace ; ce théâtre peut accueillir 1 400 personnes.
- Restaurant Golden Olympian
- Restaurant Sylver Olympian
- Galerie marchande
- Bureau des excursions
- Pont extérieur
- Atrium

Ce pont est accessible par 14 ascenseurs et 5 escaliers.

### Pont 4 - Atlantic
Le pont "Atlantic" est constitué de :
- Librairie Antique ; cette librairie peut accueillir 15 personnes.
- Restaurant "Golden Olympian"
- Restaurant "Sylver Olympian"
- Bar "The cabinet"
- Internet café
- Théâtre "Venetian Palace"

ainsi que les canots de sauvetage.

### Pont 5 - Promenade
Le pont promenade dispose de :
- Bar "Gloves"
- Bar "Promenade"
- Bureau des formalités
- Magasin carnival
- Théâtre "Venetian Palace"
- Casino "Czar's Palace"
- Sushi bar
- Club O²
- Video arcade
- Café Jardin
- Bar "Piano man" - Le Piano bar peut accueillir 20 personnes.
- Restaurant "The stage"
- Théâtre Victoria - Ce théâtre peut accueillir 400 personnes.

### Pont 6 - Upper
Ce pont comporte 270 cabines reparties comme suit :.
- 100 au milieu du navire, elles disposent de balcon sur l'extérieur.
- 28 à l'arrière avec vue sur l'extérieur.
- 45 à l'avant du navire avec vue sur l'extérieur.
- 23 à l'avant du navire à l'intérieur,
- 18 à l'arrière du bateau et à l'intérieur.
- 56 au centre du pont à l'intérieur.

### Pont 7 - Empress
Ce pont comporte essentiellement des cabines dont :
- 10 suites Penthouse,
- 40 suites,
- 10 suites avec balcon premium
- 75 cabines avec balcon
- 104 cabines intérieures

### Pont 8 - Veranda
Ce pont comporte essentiellement des cabines dont :
- 10 cabines avec balcon premium,
- 148 cabines avec balcon,
- 99 cabines intérieur,

### Pont 9 - Lido
Le pont Lido dispose de :
- 2 suites,
- 56 cabines avec balcon,
- 32 cabines intérieurs
- Piscine
- Grand buffet
- Bar Emile's
- Restaurant Emile's
- Pizzeria
- Sky bar
- Spa
- Grill

### Pont 10 - Panorama
- Piscine
- Restaurant
- Départ du toboggan
- 38 cabines avec balcon
- 28 cabines intérieur
- Restaurant "Harry's"
- Piscine à vagues
- Jardin

### Pont 11 - Spa
- Spa
- Sauna
- Hammam
- Gymnase
- Salon de massage
- 18 cabines

### Pont 12 - Sun
Ce pont est composé de :
- Piscine d'enfants
- Camp Carnival

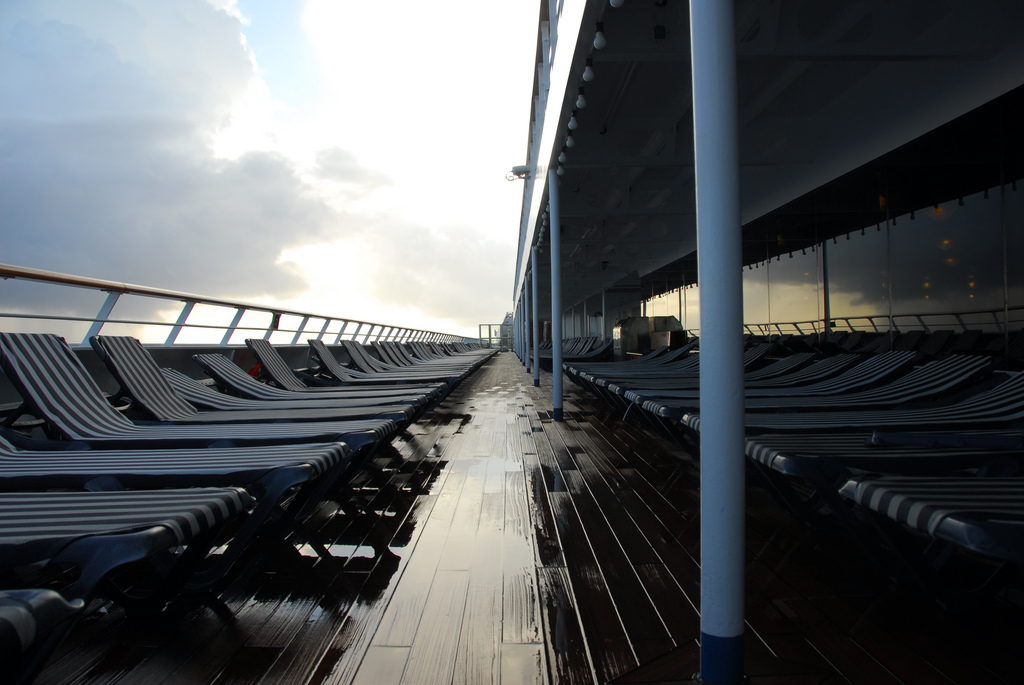
Le pont Sun du Carnival Liberty

### Pont 13 - Sky
Ce pont est utilisé pour le départ du toboggan.

## Changement d'itinéraire
En raison de l'épidémie de grippe mexicaine (Influenzavirus A sous-type H1N1) d'avril 2009, le Carnival Liberty fut contraint de changer d'itinéraire : il fit escale à Roatan le 2 mai 2009, en remplacement de celle de Cozumel.